# Éditions Quo Vadis
Pour les articles homonymes, voir Quo vadis.
Les Éditions Quo Vadis, créées en 1954 et intégrées dans le groupe Exacompta Clairefontaine, fabriquent des agendas, cahiers, carnets et autres articles de papeterie. Quo Vadis s’est spécialisé dans deux activités : l’agenda grand public (vendu en circuit de distribution spécialisé) et l’agenda publicitaire (agenda personnalisé vendu directement aux entreprises pour des campagnes de communication), fabriqués dans son usine de Carquefou en Loire-Atlantique.

## Historique
Les Éditions Quo Vadis ont été créées à Marseille en 1954, deux ans après l’invention de la grille Agenda Planing par le Docteur Francis Georges Beltrami. Cette grille qualifiée de « révolutionnaire » par ses promoteurs permet de visualiser d’un seul coup d’œil l'emploi du temps de la semaine, ainsi que les aspects dominants de chaque jour. Cette grille d’agenda fit l’objet de nombreux dépôts de marques en France et à l’étranger.
En 1962, l’agenda Quo Vadis, avec la DS de Citroën et la machine à écrire d’IBM, est sélectionné et reçoit le prix d’honneur comme un des grands produits du XXe siècle lors de l’exposition d’œuvres d’Art et d’Industrie au Musée du Louvre.
Dès le milieu des années 1960, Quo Vadis lance ses éditions en langues étrangères- anglais, allemand, italien et espagnol pour commencer.
La première collection fantaisie Rentrée des Classes Quo Vadis voit le jour en 1995.
En 1999, Quo Vadis intègre le groupe Exacompta Clairefontaine.

## Filiale
Lancée en 1964, Quo Vadis Canada est la division canadienne de l’entreprise.

## Les Produits
Quo Vadis édite des agendas. En édition française la gamme Quo Vadis comprend plus de 80 agendas différents (organisation à la journée, à la semaine, au mois, 24h/24h 7jours/7 etc.).
Quo Vadis s’associe aussi à de nombreuses marques de la mode, de la décoration, des jeux, de l’animation, etc. La collection offre ainsi un choix de plus de 15 licences et gammes mode et plus de 35 matières et coloris.
Les agendas Quo Vadis sont imprimés dans plus de 15 langues (dont le catalan, le lituanien, le polonais, le japonais, le français canadien) et sont commercialisés sur les cinq continents.
C’est au cœur de son usine implantée à Carquefou, près de Nantes en Loire-Atlantique (44), que sont conçus, fabriqués et expédiés plusieurs millions d’agendas, carnets et calendriers labellisés « Origine France Garantie » chaque année.
En 2018, Quo Vadis lance son site de création d'agendas et carnets personnalisés nommé Quo Vadis Factory, afin de permettre à chacun de créer en ligne son produit sur-mesure, tout en bénéficiant de l'expertise Quo Vadis, créateur d'agendas et carnets depuis 1954.